# 伊冯娜·麦格雷戈
伊冯娜·麦格雷戈（英語：Yvonne McGregor，1961年4月9日—），英国女子自行车运动员。她曾代表英国参加1996年和2000年夏季奥林匹克运动会自行车比赛，其中2000年奥运会获得一枚铜牌。